# Morti nel 1283
| Questa pagina contiene informazioni ricavate automaticamente dalle voci biografiche con l'ausilio del template Bio e di un bot. L'aggiornamento è periodico e automatico e ricostruisce completamente la pagina. Se manca una persona in questa lista, sei pregato di non aggiungerla, ma accertati piuttosto che la sua voce biografica contenga il template Bio e che i dati anagrafici siano correttamente compilati. Se il template Bio manca, inseriscilo tu stesso o, in alternativa, metti l'avviso {{tmp\|Bio}} che ne segnala la mancanza. Se i dati riportati sono sbagliati, correggi direttamente la voce biografica; le modifiche saranno visibili in questa lista entro pochi giorni. Per chiarimenti vedi il progetto biografie. La lista contiene solo le 31 persone che sono citate nell'enciclopedia e per le quali è stato implementato correttamente il template Bio. Pagina aggiornata al 10 ago 2025. |

- 9 gennaio - Wen Tianxiang, politico, generale e scrittore cinese (n. 1236)
- 23 marzo - Giuseppe I di Costantinopoli, religioso e arcivescovo ortodosso bizantino
- 9 aprile - Margherita di Scozia, nobile scozzese (n. 1261)
- 22 maggio - Gualtiero di Caltagirone, nobile, politico e militare italiano
- 24 giugno - Giovanni Battista Forzatè, vescovo cattolico italiano (n. 1207)
- 11 agosto - Bianca di Navarra, principessa (n. 1226)
- 27 agosto - Guglielmo da Fogliano, vescovo cattolico italiano
- 27 settembre - Renaud de Nanteuil, vescovo cattolico francese
- 3 ottobre - Dafydd ap Gruffydd, principe gallese (n. 1238)
- 15 ottobre - Giovanni I di Werle, principe (n. 1245)
- 20 ottobre - Pietro di Castiglia, principe spagnolo (n. 1260)
- 30 novembre - Giovanni da Vercelli, religioso italiano
- 15 dicembre - Filippo di Courtenay (n. 1243)
- 25 dicembre - Manuele di Castiglia, principe (n. 1234)
- 27 dicembre - Alduino Filangieri di Candida, nobile italiano
- Abutsu-ni, poeta e monaco buddista giapponese (n. 1222)
- Antonio Corradi, politico italiano
- Jacopo Dolfin, nobile, politico e militare italiano
- Ermanno III di Weimar-Orlamünde, nobile tedesco
- Ermengarda di Limburgo, contessa
- Eschivat IV de Chabanais, francese
- Beatrice Fieschi, nobildonna italiana
- Iolanda di Vianden, religiosa lussemburghese (n. 1231)
- 'Ata Malik Juwayni, politico persiano (n. 1226)
- Matilde di Magdeburgo, mistica e scrittrice tedesca
- Zakariyya al-Qazwini, scienziato persiano (n. 1203)
- Mangold von Sternberg
- Alexander Stewart, IV grande intendente di Scozia, nobile e politico scozzese
- Yaghmurasan ibn Zayyan, sultano berbero (n. 1206)
- Muhyi al-Dīn al-Maghribī, astronomo e matematico persiano (n. 1220)
- Moses ibn Tibbon, medico, scrittore e traduttore francese (n. 1240)